# Hyaloclastite

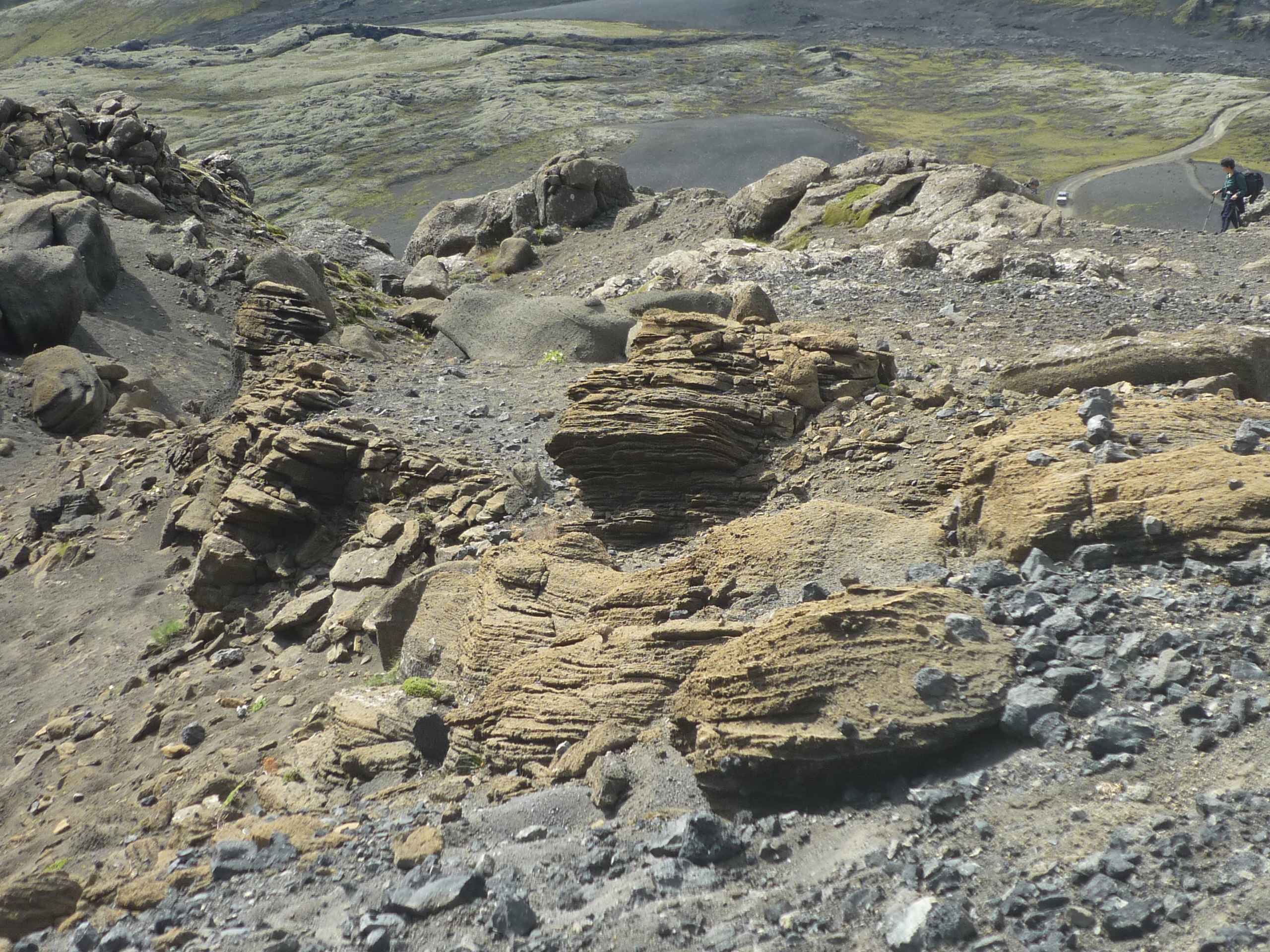
Paysage minéral du Laki en Islande dominé par des hyaloclastites.

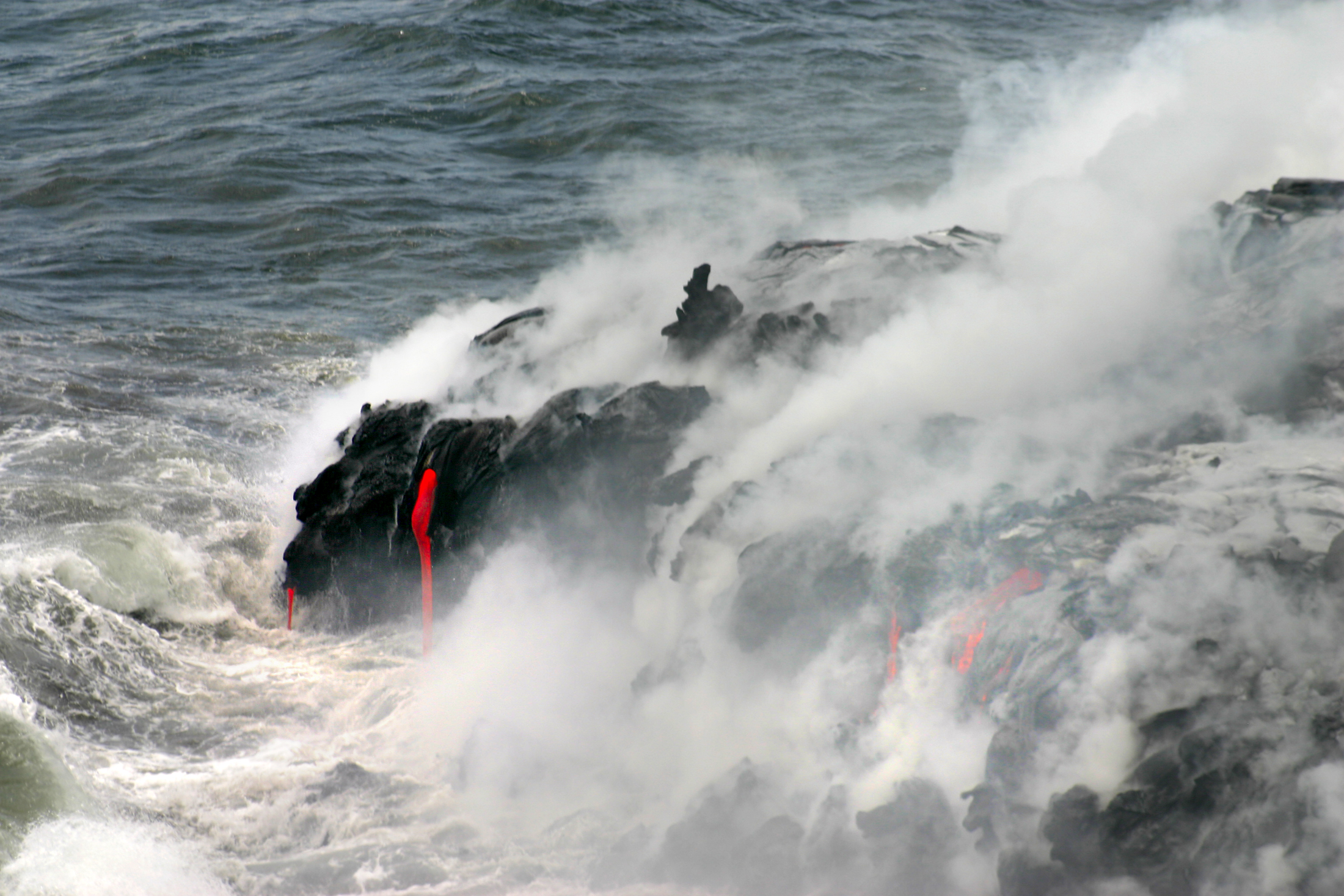
De la lave pahoehoe issue du Kīlauea pénètre dans l'océan Pacifique à Hawaï, l'un des processus de formation de hyaloclastite.

Les hyaloclastites  sont des roches volcaniques issues du refroidissement explosif d'une lave au contact de l'eau  puis de la consolidation des éclats.  Elles se forment lorsque des éruptions volcaniques se produisent sous l'eau à faible profondeur, sous la glace ou lorsque des coulées de lave se déversent dans la mer ou dans un lac. La fragmentation se produit par la force de l'explosion volcanique, ou par choc thermique. Ce sont des roches poreuses et tendres appartenant à la catégorie des tufs. Elles contribuent souvent à structurer des brèches en incluant des blocs de roches diverses.
Elles sont surtout constituées d'une agrégation de fragments anguleux et plats de verre volcanique d’une taille allant du millimètre à quelques centimètres. Divers types de verres peuvent être présents dans les masses de hyaloclastites : le plus souvent du tachylyte opaque et sombre (car riche en cristaux d’oxyde de fer), ou parfois du sideromelane, un verre basaltique  transparent et pur ayant subi un trempage rapide. Les fragments de ces verres sont généralement environnés d’une couche cireuse jaune de palagonite, formée par réaction d'altération avec l’eau.
Lors des éruptions sous-marines, des hyaloclastites ne peuvent se former que lorsque la colonne d'eau au-dessus du magma  est inférieure à 700 mètres[réf. nécessaire] au moment de son émission. En effet, à cette profondeur, la pression de l'eau n'est pas suffisante pour empêcher l'expansion des gaz contenus dans le magma et leur explosion nécessaire à l'édification de ces roches. Plus profondément, la pression de l'eau est trop importante et la lave se déverse alors plutôt sous forme de pillow lavas.
On trouve souvent des hyaloclastites près des anciens volcans sous-glaciaires comme les tuyas qui sont des reliefs à sommet plat et à versants abrupts formés lorsque la lave jaillit à travers un glacier épais ou un inlandsis. Les crêtes de hyaloclastite sont notamment caractéristiques des paysages d’Islande et de Colombie-Britannique.
Dans les deltas de lave, les hyaloclastites forment le principal constituant des fronts formés à l’avant du delta lors de son expansion. Le front comble l’espace depuis le fond marin, jusqu’à finalement arriver au niveau de la mer, permettant alors au flux de lave aérien de continuer sa progression, jusqu’à ce qu’il atteigne de nouveau la mer

## Source
- Volcanoes of Canada: Types of volcanoes Accessed Jan. 8, 2006